# Michelle Bult
Michelle Bult est une ancienne joueuse néerlandaise de volley-ball née le 11 mars 1990. Elle mesure 1,78 m et jouait au poste de passeuse. 

## Clubs
| Club               | De        | À         |
| ------------------ | --------- | --------- |
| WW DOK             | 1997-1998 | 2005-2006 |
| Vovem'90           | 2006-2007 | 2006-2007 |
| Lycurgus Groningen | 2007-2008 | 2007-2008 |
| VC Sneek           | 2008-2009 | 2008-2009 |
| Lycurgus Groningen | 2009-2010 | 2009-2010 |
| VC Sneek           | 2010-2011 | 2012-2013 |